# Hermann Hämmerle
Hermann Hämmerle (* 10. Dezember 1897 in Kufstein, Österreich-Ungarn; † 28. März 1981 in Innsbruck) war ein österreichischer Richter und Hochschullehrer.

## Leben
Als Sohn eines Rechtsanwalts zog Hämmerle nach der Matura als Kriegsfreiwilliger in den Ersten Weltkrieg. Daneben studierte er ab 1916 Rechtswissenschaft an der Universität Innsbruck. Dort wurde er Mitglied des Corps Rhaetia. Im Oktober 1920 zum Dr. iur. promoviert, trat er 1921 nach kurzer Rechtsanwaltstätigkeit in den Justizdienst. Nachdem er 1924 die Richteramtsprüfung bestanden hatte, war er von 1926 bis 1929 Richter in Innsbruck. 1927 habilitierte er sich bei Paul Gustav Kretschmar für österreichisches und deutsches Handelsrecht. Über zwei Jahre vertrat er dann an der Universität Graz den Lehrstuhl. Seit 1929 Privatdozent in Innsbruck, folgte er am 1. November 1930 dem Ruf der Handelshochschule Königsberg. Zum 1. Mai 1933 trat er der NSDAP bei (Mitgliedsnummer 2.306.583). 1933/34 war er Rektor der Handelshochschule. Zum 9. November 1933 berief ihn die Albertus-Universität Königsberg als o. Professor. Nach dem Anschluss Österreichs kehrte er im April 1938 als Nachfolger von Karl Wolff nach Innsbruck zurück. Nachdem er von 1940 bis 1945 Dekan und 1942/43 Oberlandesgerichtsrat gewesen war, wurde er am 3. April 1946 entlassen. Eduard Reut-Nicolussi hielt ihn 1947 für untragbar. Deshalb beantragte Hämmerle 1950 die Neuhabilitation, die ihm am 31. Oktober 1950 für Bürgerliches, Handels-, Arbeits- und Wirtschaftsrecht gelang. Obwohl er in Innsbruck blieb, berief ihn die Universität Graz im September 1952 als a.o. Professor und 1959 als o. Professor. Nach einem Schlaganfall im August 1967 rechtsseitig gelähmt, wurde er 1968 im Alter von 71 Jahren emeritiert.

## Ehrungen
- Honorarprofessor der Universität Innsbruck (1953)
- Honorarprofessor der Universität Salzburg (1966)

## Werke
- Die Haftpflicht aus Kraftfahrzeugbetrieben. Wien 1928.
- Zur wirtschaftlichen und rechtlichen Organisation der deutschen Seehäfen. Jena 1936.
- Grundriss des Handelsrechts, 2. Auflage. Wien 1948.